# Skyscanner
Skyscanner är en webbplats och app som låter användare jämföra priser för flyg, hotell och hyrbilar.
Med 60 miljoner användare är Skyscanner en global resesökmotor som finns tillgänglig på 30 språk inklusive svenska, danska, norska och finska. Företaget säljer inga resor utan skickar användare vidare till flygbolagets, hotellets, biluthyrarens eller resebyråns webbplats när de vill göra sin bokning. 
Skyscanner grundades av Gareth Williams, Bonamy Grimes och Barry Smith när de studerade på Manchesters universitet. För Gareth, som gillade att åka skidor i alperna, var det svårt att hitta billiga flygbiljetter och jämföra de olika alternativen på ett enkelt sätt. Under en kväll på puben föddes idén till vad som skulle komma att bli Skyscanner, och 2003 öppnade företaget kontor i Edinburgh. Numera har Skyscanner 900 anställda och kontor även i Barcelona, Budapest, Glasgow, London, Miami, Peking, Shenzhen, Singapore och Sofia. I december 2016 köptes Skyscanner av Ctrip för ca 16 miljarder svenska kronor.
Skyscanners sökteknologi bygger på att låta användare söka efter flyg så som de själva vill – via stad, land eller datum. Sedan 2009 kan användare även jämföra biluthyrning, och år 2013 köptes start-up företaget Fogg som hjälpte Skyscanner att integrera en hotellprodukt i sin sökmotor.

## Historik
- 2001: Skyscanner grundas av Gareth Williams, Bonamy Grimes och Barry Smith
- 2002: Utvecklingen av Skyscanners sajt börjar
- 2003: Det första kontoret öppnas i Edinburgh[6]
- 2011: Skyscanner köper resesajten Zoombu för en okänd summa[7]
- 2011: Öppnar kontor i Singapore[8]
- 2013: Skyscanner värderas till $800 miljoner efter att Seuoia Capital, som också backade Apple, investerar i företaget[9]. Samma år köper företaget hotellsöksajten Fogg i Barcelona[10] och öppnar ett kontor i Miami[11]
- 2014: Skyscanner köper upp det kinesiska metasökmotorn Youbibi[12] och ungerska apputvecklaren Distinction[13]
- 2016: Ctrip, det största reseföretaget i Kina, köper Skyscanner för ca 16 miljarder svenska kronor.[14]

## App
Skyscanners app finns tillgänglig för iOS och Android . År 2017 fick Android-appen utmärkelsen Android Excellence av Google.